# Kiwiburgare

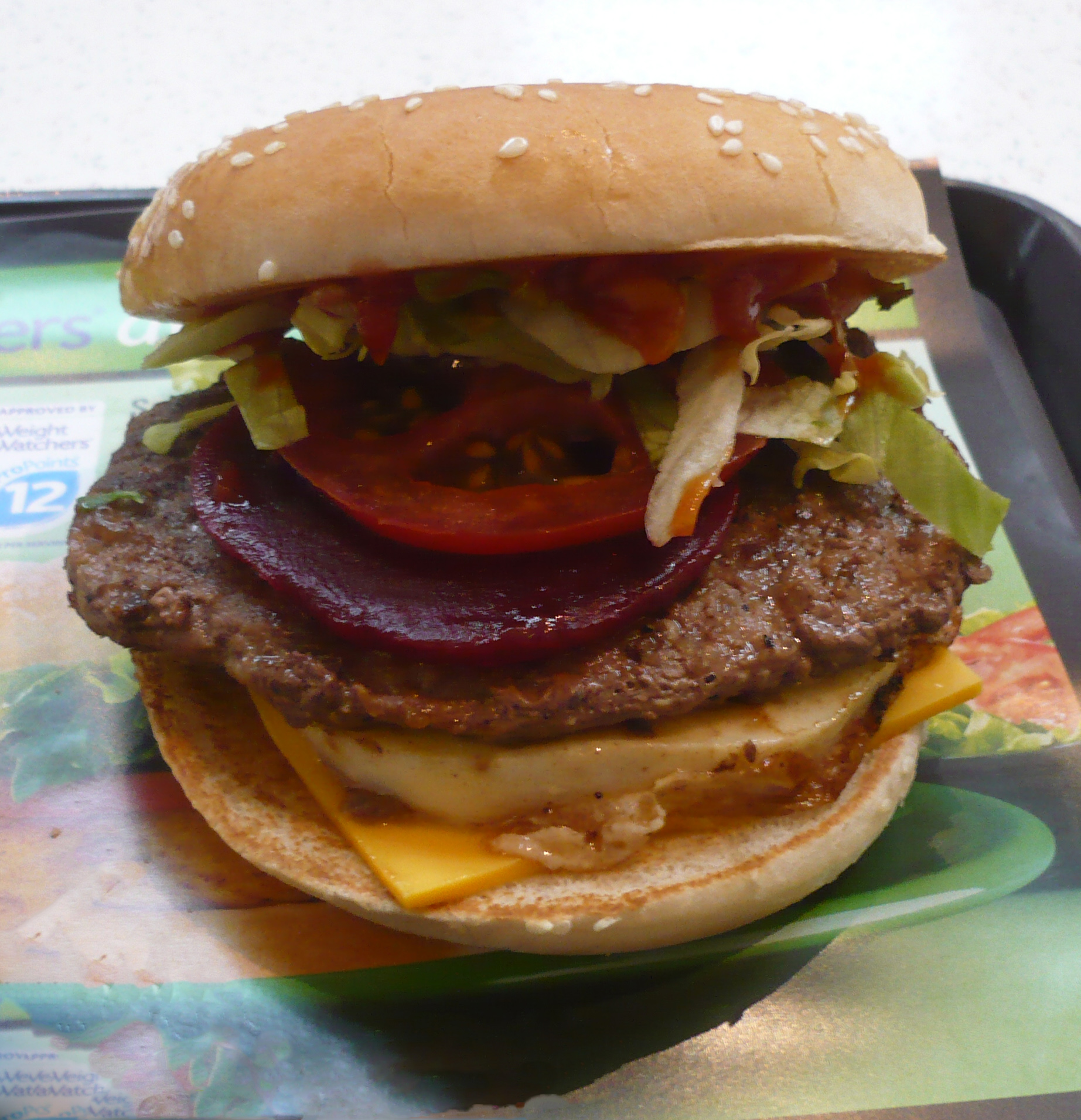
En kiwiburgare

Kiwiburgare (engelska: Kiwiburger) är en hamburgare som säljs på McDonald's restauranger i Nya Zeeland. Numera säljs den enbart där, men såldes också i Australien under en begränsad tid.
Burgaren innehåller 113 g köttfärs, samt ägg, rödbeta. tomat, sallad, ost, lök, senap och ketchup med rostat bröd.  Kiwiburgaren innehåller ingen kiwifrukt, utan är en ordlek med namnet nyzeeländarna använder för sig själva och sitt land.
År 2021 togs kiwiburgaren bort från McDonalds meny, men återvände 2 år senare i december 2023.